# Mirabilandia
Mirabilandia és un parc temàtic localitzat a Savio, una frazione de Ravenna, ciutat italiana de l'Emília-Romanya. És el parc d'atraccions més gran d'Itàlia. Consta de dues zones principals: el parc d'atraccions (subdividit en set zones) i un parc aquàtic.
El parc temàtic té una àrea de 28,5 hectàrees, a més de comptar amb un parc aquàtic de 36 hectàrees, anomenat Mirabeach. Les atraccions més notables són la muntanya russa invertida Katun i la muntanya russa llançada iSpeed. Té la muntanya russa d'aigua més alta del món, Divertical, amb una alçada de 60 metres.
La mascota de Mirabilandia és un ànec de color blau, Mike.

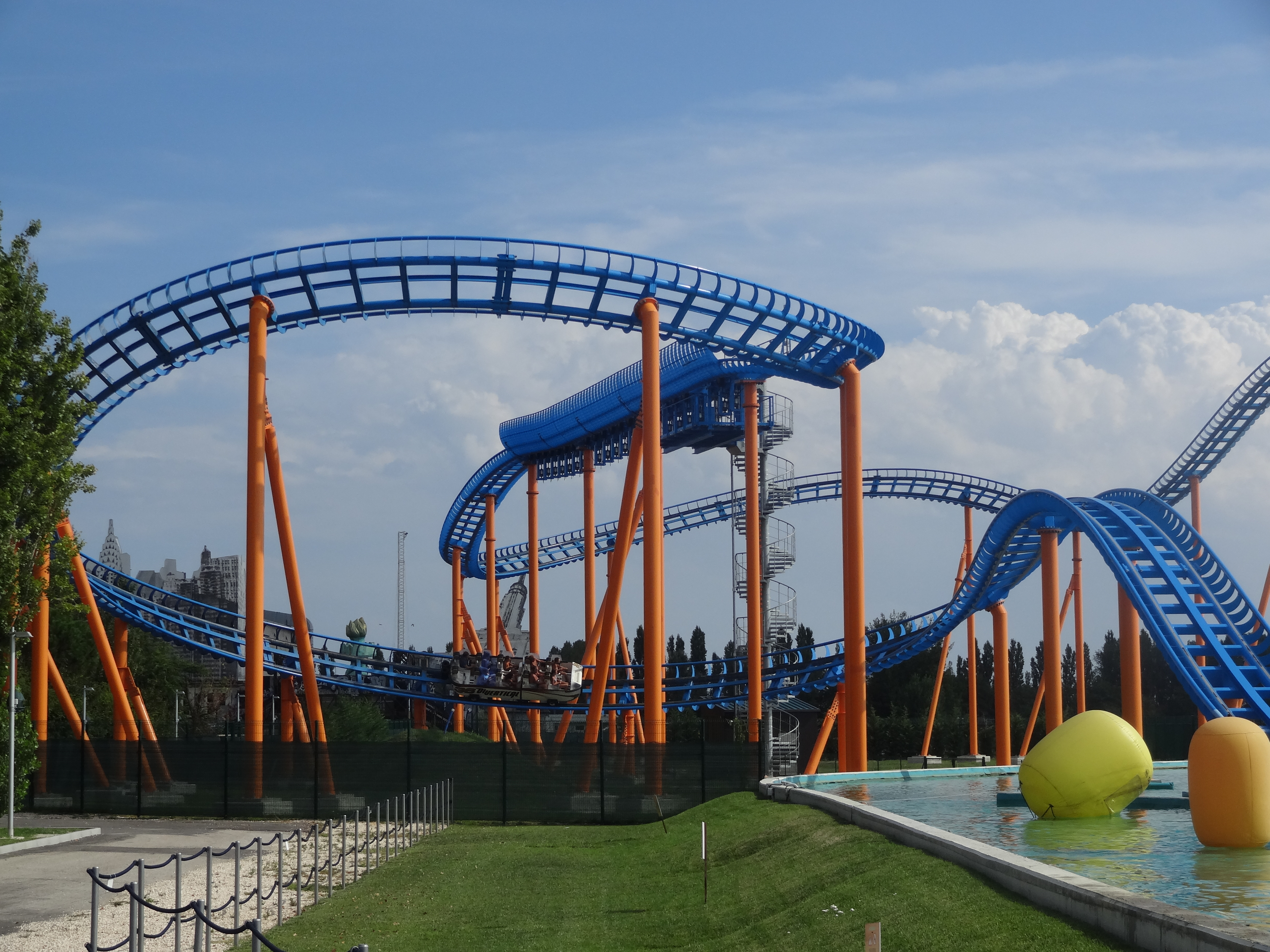